# Ledermanniella variabilis
Espèce
Synonymes
- Inversodicraeia variabilis G.Taylor[2]

Statut de conservation UICN

 EN B2ab(iii) : En danger
Ledermanniella variabilis est une espèce de plantes à fleurs du genre Ledermanniella et de la famille des Podostemaceae selon la classification phylogénétique.

## Description
C'est une plante submergée ou non dans l'eau rapide des chutes d'eau, elle fixée par un thalle sur les roches ou tout autre objet dur.

## Répartition
Ledermanniella variabilis est une plante endémique du Cameroun. Elle est connue dans deux endroits. Sa zone de présence est faible (à moins de 10 km2) et ses populations fragmentées. La diminution continue de la qualité de son habitat comme les chutes de la Lobé, l'un des sites les plus touristiques du pays, menace cette espèce qui est considérée comme en voie de disparition selon les critères B2ab (iii) de l'UICN.